# 試作特種艦上偵察機
試作特種艦上偵察機（しさくとくしゅかんじょうていさつき）は、大日本帝国海軍向けに三菱航空機が開発した実験目的の艦上偵察機。三菱での社内名称は「2MR5」。

## 概要
1927年（昭和2年）、三菱は不時着水した航空機への浮揚性付与やスロッテッドフラップの研究のための特殊実験機として、アレクサンダー・バウマン技師の指導のもとに仲田信四郎および徳永薩男技師の担当によって自主的に試作特種艦偵の製作を行い、2機を完成させた。
機体は軽量の艦上偵察機として設計された木金混合骨組に羽布張りの複座複葉機だが、下翼は補助翼兼用のスロッテッドフラップを装備した「オーバル・ローア翼」と呼ばれるもので、浮揚性を持たせるために全金属製水密構造が採用されていた。操舵が重く操縦性能が悪かったため、パイロットからの評価は悪いものだった。海軍による制式採用もなされていない。

## 諸元
- 全長：7.15 m
- 全幅：10.20 m
- 全高：3.129 m
- 自重：900 kg
- 全備重量：1,400 kg
- エンジン：三菱 イスパノ・スイザ 水冷V型8気筒（公称300 hp） × 1
- 最大速度：193 km/h
- 航続時間：5時間
- 武装：なし
- 乗員：2名